# Myre (Nordland)
Myre is een plaats in de Noorse gemeente Øksnes, provincie Nordland. Myre telt 1924 inwoners (2007) en heeft een oppervlakte van 1,73 km².